# 西村キヌ
西村 キヌ （にしむら キヌ、1969年10月5日 - ）は、日本のイラストレーター・キャラクターデザイナー・ゲームクリエイター。元株式会社カプコン専属のデザイナー、現在はフリー。兵庫県出身。血液型A型。女性。

## 人物
幼少時より絵を描くの好きで、中学1年生のときに湖川友謙が描いた『戦闘メカ ザブングル』の水彩タッチのイラストに影響を受け、中学2年で「何かしら絵に関する仕事がしたい」と志し、デザイン科のある高校に入学。京都芸術短期大学芸術学部日本画科在学中に、弟が買っていたゲーム雑誌『ゲーメスト』掲載のあきまんが描いた『ファイナルファイト』や『マジックソード』のイラストに感銘を受け、ゲーム業界に興味を持つことになる。
大学卒業後の1991年に株式会社カプコンに入社。同社デザイン室発足時から数々のタイトルに関わっており、ゲームの販促用イラストおよびキャラクターデザインを担当。特にストリートファイターシリーズは西村にとって印象深い作品であるという。ペンネームの由来は母方の祖母の名前から。愛称はキヌ先生。

## 来歴
1991年
- 4月、株式会社カプコン入社。アーケード制作部オブジェ課に配属[2]。
- 『ザ・キングオブドラゴンズ』のモンスターイラストを担当。のちにスーパーファミコン版の取扱説明書に掲載された。
- 『マッスルボマー』に登場するラッキー・コルト（プレイヤーキャラクター）のドット画を制作。カプコンにおける初仕事[3]。

1992年
- 1月、同社デザイン室に転属。
- 『VARTH』でキャラクターデザインを担当[4]。
- 『ストリートファイターIIダッシュ』の販促用イラストを担当。
- 『ストリートファイターIIダッシュターボ』のメインイラストを担当。のちにスーパーファミコン版のパッケージにも使用された。

1993年
- 『スーパーストリートファイターII』のメインイラストを担当。

1994年
- 『スーパーストリートファイターIIX』の販促用イラストを担当。
- 『パワード ギア』でキャラクターデザインを担当。ゲーム中に登場するキャラクターとしては初のデザインとなった[5]。

1995年
- 『パワード ギア』の続編となる『サイバーボッツ』でキャラクターデザインを担当。ゲーム中に登場する全キャラクターをデザインした。のちに発売されたセガサターン版限定BOXには西村キヌによるオリジナル漫画も同梱された。

1996年
- 『ダンジョンズ&ドラゴンズ シャドーオーバーミスタラ』でキャラクターデザイン、販促用イラストを担当。

1997年
- 『ストリートファイターIII』の販促用イラストおよびゲーム中デモイラストを担当。月刊ゲーメストムックVol.81「ストリートファイターIIIファンブック」で寺田克也と対談。
- 『ゲーメストワールドVol.24』にて［カプコンデザインチーム・特別集中講座］が掲載。講師を務めた。

1998年
- 恋愛シミュレーションゲーム『ときめきレクイエム（仮）』を原案企画するが没となる。同企画は「主人公の女の子となり、お目当ての彼氏をゲットする」という、コナミ『ときめきメモリアル』のいわゆる女版であった。没にしたのは同じ部署にいたあきまんによる判断で、『サイバーボッツ』にて、売れ行きに上限がある企画に対し、必要以上に販促物を凝ってデコレーション暴走を起こしたことが要因であるという[6]。

1999年
- 『季刊コミッカーズ』夏号にて多田由美、皇なつきと対談。

2000年
- 『ガイアマスター〜神々のボードゲーム』のキャラクターデザインを担当。ゲーム中に登場するキャラクターバストアップのドット絵も制作した。
- メーカー間の壁を越えたプロジェクト『CAPCOM VS. SNK MILLENNIUM FIGHT 2000』のメインイラストを担当。SNKのイラストレーター森気楼（当時）と合作イラストを発表。SNKのゲームキャラクターを描いた。

2002年
- 社外の仕事として初めてサンライズのアニメ『OVERMANキングゲイナー』に参加。ゲイン、コナ、ミイヤなどのキャラクターおよび衣装デザイン、販促用イラストなどを担当した。当時は中村嘉宏、吉田健一と一緒に合宿を組んで、デザイン作業を行った。
- 『月刊ニュータイプ』2002年9月号にて小説『OVERMAN KING GAINER』（富野由悠季著）が連載開始され、挿絵を担当した。（※2003年2月号まで全6話）

2003年
- 東京、大阪、名古屋、広島の4会場で開催されたストリートファイター原画展の大阪会場で、森気楼、イケノ、水戸椎土らカプコンデザインチームの面々がトークショーに出演する中、西村キヌだけ声のみで出演した。同イベントで版画『Girl-Fighting』を発表。版画の即売会も行われた。
- シースリー2003にて版画『歴史の天使』を発表。

2004年
- イラストレーターで大学教授でもある井上直久に誘われ成安造形大学で特別講演を行う。
- 講談社ノベルス『新本格魔法少女りすか』（著：西尾維新）の連載開始。キャラクターデザインおよび小説挿絵を担当。

2005年
- YAMATO社からフィギュアデザインを担当した『カプコンフィギュアコレクション：西村キヌ』が発売（オリジナルカラー6種＆リペイントカラー6種、計12種）。
- マックスファクトリーから『西村キヌコレクション：GIRL-FIGHTING』が発売（春麗、さくら、キャミィ、計3種）。

2006年
- キャラクターデザインを担当していたアーケードゲーム『ウォー オブ ザ グレイル』の開発が中止される。なお、開発中止が発表される直前に『月刊アルカディア』にキャラクターイラストが掲載された。
- アイディアファクトリー『カオスウォーズ -CHAOS WARS-』の描き下ろしポスターを担当。同ゲームはアイディアファクトリー、アトラス、アルゼなどのゲームキャラクターが登場するシミュレーションRPG。

2007年
- マックスファクトリーから『西村キヌコレクション』シリーズとして、「カプコン vs SNK 2版・不知火舞」をリリース。

2008年
- カプコンを退職。フリーになる[7]。

2009年
- 講談社BOX『ファイナリスト/M』（著：天原聖海）発売。挿絵を担当。それに伴い『パンドラ Vol.3』に掲載された『ファイナリスト/M』の前日談、『アンティパスト/L』の挿絵も担当。
- スパイクのニンテンドーDS用ソフト『極限脱出 9時間9人9の扉』キャラクターデザイン担当。
- サンライズ『リング・オブ・ガンダム』にデザイナーとして参加。

## 作品リスト
- 1992年 カプコン『ストリートファイターIIダッシュ』（販促用イラスト）
- 1992年 カプコン『VARTH』（販促用イラスト）
- 1992年 カプコン『ストリートファイターIIダッシュターボ』（メインイラスト、販促用イラスト）
- 1993年 カプコン『マッスルボマー』（プレイヤーキャラクターのドット画制作）
- 1993年 カプコン『スーパーストリートファイターII』（メインイラスト）
- 1994年 カプコン『スーパーストリートファイターIIX』（販促用イラスト）
- 1994年 劇場アニメ『ストリートファイターII MOVIE』（キャラクター設定指示）
- 1994年 カプコン『パワード ギア』（キャラクターデザイン、販促用イラスト）
- 1995年 アニメ『ストリートファイターII よみがえる藤原京 時を駆けたファイターたち』（キャラクター原案）
- 1995年 カプコン『サイバーボッツ』（キャラクターデザイン、販促用イラスト）
- 1996年 カプコン『ダンジョンズ&ドラゴンズ シャドーオーバーミスタラ』（キャラクターデザイン、販促用イラスト）
- 1997年 カプコン『ストリートファイターIII』（メインイラスト、販促用イラスト、ゲーム中デモ原画）
- 1997年 カプコン『ストリートファイターIII 2nd IMPACT』（メインイラスト、販促用イラスト、ゲーム中デモ原画）
- 1999年 カプコン『ストリートファイターIII W IMPACT』（メインイラスト）
- 2000年 カプコン『超鋼戦紀キカイオー』（ジン・サオトメのゲーム中デモ原画）
- 2000年 カプコン『ガイアマスター〜神々のボードゲーム』（キャラクターデザイン、メインイラスト、販促用イラスト）
- 2000年 カプコン『CAPCOM VS. SNK MILLENNIUM FIGHT 2000』（メインイラスト、販促用イラスト）
- 2000年 カプコン『ガンスパイク』（キャラクターデザイン、販促用イラスト）
- 2000年 スタジオベントスタッフ『ALL ABOUTカプコン対戦格闘ゲーム1987‐2000』（表紙イラスト）
- 2001年 カプコン『CAPCOM VS. SNK 2 MILLIONAIRE FIGHTING 2001』（販促用イラスト）
- 2001年 エンターブレイン『カプコンデザインワークス』（表紙イラスト）
- 2002年 サンライズ『OVERMANキングゲイナー』（キャラクター衣装デザイン、販促用イラスト）
- 2003年 『Girl-Fighting』（版画）
- 2003年 トイズワークス『歴史の天使』（版画）
- 2003年 角川書店『ガンダムエース特別号 5月号増刊 - アムロ・ホワイトベースクルー』（折込イラスト）
- 2004年 講談社MOOK『ファウスト Vol.3』（表紙イラスト）
- 2004年 講談社MOOK『ファウスト Vol.4』（表紙イラスト）
- 2004年 講談社ノベルス『新本格魔法少女りすか1』（キャラクターデザイン、小説挿絵）
- 2004年 角川書店『特撮エースNo.005 - 救急戦隊ゴーゴーファイブ』（ピンナップ用イラスト）
- 2004年 カプコン『ヴァンパイア クロニクル ザ カオスタワー』（パッケージイラスト）
- 2005年 講談社ノベルス『新本格魔法少女りすか2』（キャラクターデザイン、小説挿絵）
- 2006年 カプコン『ウォー オブ ザ グレイル』（キャラクターデザイン、販促用イラスト）※開発中止
- 2006年 アイディアファクトリー『カオスウォーズ -CHAOS WARS-』（描き下ろしポスター）
- 2006年 エンターブレイン『アルカディア 2006年4月号 - WAR of the GRAIL』（表紙イラスト）
- 2007年 講談社ノベルス『新本格魔法少女りすか3』（キャラクターデザイン、小説挿絵）
- 2007年 カプコン『ヴァンパイア グラフィックファイル』（表紙イラスト）
- 2008年 エンターブレイン『週刊ファミ通 No.1006』（表紙イラスト/1000号記念スペシャル表紙企画第8弾）
- 2008年 セブン-イレブン予約特典プロモーションカード『モンスターハンターポータブル2nd G』（書き下ろしイラスト）
- 2008年 エンターブレイン『アルカディア 2008年7月号 - ストリートファイターIV 春麗』（表紙イラスト）
- 2008年 エンターブレイン『アルカディア 2008年9月号 - ストリートファイターIV ヴァイパー』（表紙イラスト）
- 2008年 ソフトバンククリエイティブ『ゲーマガ 2008年10月号 - フェイト/ころしあむアッパー』（特別付録用書き下ろしイラスト）
- 2009年 講談社BOX『ファイナリスト/M』（キャラクターデザイン、小説挿絵）
- 2009年 サンライズ『リング・オブ・ガンダム』（デザイン）
- 2009年 スパイク『極限脱出 9時間9人9の扉』（キャラクターデザイン）
- 2010年 セガ『戦国大戦　1560尾張の風雲児』（「ねね」のイラスト）
- 2010年 国立青少年教育振興機構『子どもゆめ基金』（パンフレットイラスト）
- 2010年 テレビアニメ『荒川アンダー ザ ブリッジ×ブリッジ』（第8話エンドカードイラスト）
- 2012年 テレビアニメ『輪廻のラグランジェ』（第9話エンドカードイラスト）
- 2012年 チュンソフト『極限脱出ADV 善人シボウデス』（キャラクターデザイン）
- 2012年 アガツマ・エンタテインメント『CODE OF PRINCESS』（キャラクターデザイン、シナリオ）
- 2012年 任天堂『ファイアーエムブレム 覚醒』（DLC・異界のエストイラスト）
- 2014年 テレビアニメ『ガンダム Gのレコンギスタ』（デザインワークス）
- 2015年 任天堂『ファイアーエムブレム英雄百歌』（エストのイラストを担当[8]）
- 2016年 任天堂『カルドセプト リボルト』（キャラクターデザイン）
- 2018年 テレビアニメ『天狼 Sirius the Jaeger』（キャラクター原案）[9]
- 2018年 スタジオ最前線『Blade Strangers』（キャラクターデザイン）
- 2020年 セガ『戦国大戦TCG双4弾』（「帰蝶」のイラストを担当）
- 2020年 テレビアニメ『アサルトリリィ BOUQUET』（第4話エンドカードイラスト）
- 2020年 セガ『サクラ革命 〜華咲く乙女たち〜』（キャラクターデザイン）

## 関連
- カプコン
- ストリートファイターシリーズ
- あきまん
- BENGUS